# 구미 가스 누출 사고
구미 가스 누출 사고(龜尾-漏出事故)는 2012년 9월 27일, 경상북도 구미시 산동면 봉산리 구미 제4국가산업단지에 위치한 화학제품 생산업체 휴브글로벌에서 플루오린화 수소 가스가 유출되어 23명의 사상자가 발생하고 공장 일대의 주민과 동·식물들에 대해 엄청난 피해를 준 사고이다.

## 개요
2012년 9월 27일 밤 경상북도 구미시 산동면 봉산리 구미 제4국가산업단지에 위치한 플루오린 화학 제품 생산 업체인 주식회사 휴브글로벌 구미 공장에서 탱크로리에 실린 플루오린화 수소 가스(일명 불산가스)를 공장 내 설비에 주입하던 중 근로자의 실수로 탱크로리의 밸브가 열리면서 가스가 유출되어, 공장 근로자 5명이 사망하고 18명이 부상을 당했다.
또한 플루오린화 수소 가스 누출 이후 신속한 조치가 이루어지지 않아 산업단지 인근 지역까지 가스가 퍼지면서 농작물이 죽고 가축이 가스 중독 증상을 보이는 등 피해가 속출하였다.

## 논란 및 의혹
사고가 일어난 휴브글로벌 공장 터는 본래 2005년 반도체 장비 제조업체가 분양받은 공장터였으나 해당 업체가 3년간 방치하다가 갑자기 공장을 설립하고 등록을 마친 지 12일만인 2008년 5월 27일 휴브글로벌에 매각, 산업집적활성화 및 공장설립에 관한 법률 39조에 규정된 산업용지 매매 제한을 피하기 위하여 편법을 쓴 것이 아니냐는 의혹이 제기되었다.